# تزریق‌گر خودکار

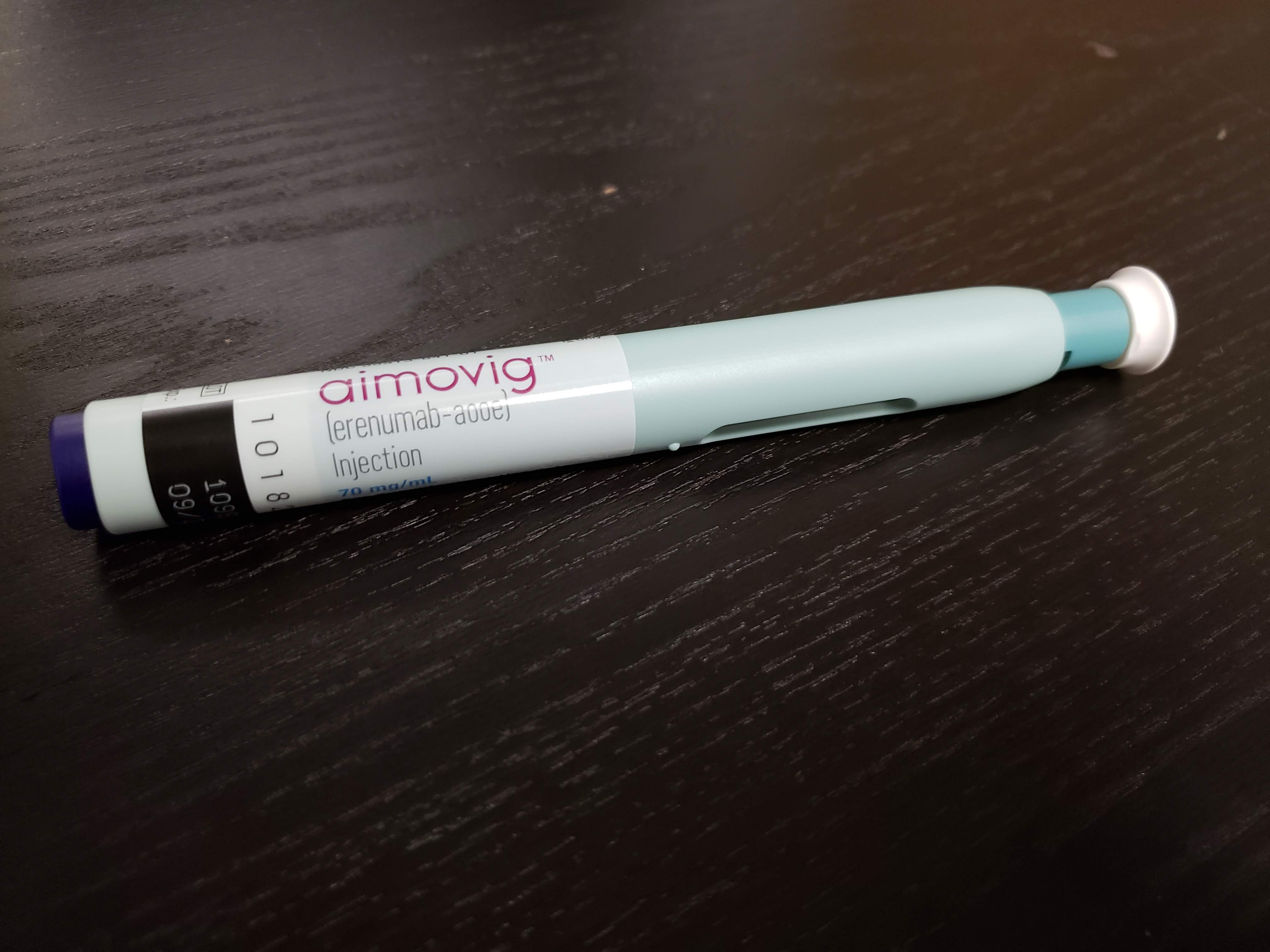
یک نمونه از تزریق‌گر خودکار

دستگاه تزریق‌گر خودکار (به انگلیسی: Autoinjector) ابزاری پزشکی است که برای رساندن دوز مشخصی از یک داروی خاص طراحی شده‌است. این دستگاه‌ها در ابتدا برای غلبه بر ترس ناشی از تزریق به خود با استفاده از دستگاه‌های دارورسانی مبتنی بر سوزن طراحی شده بود.
اکثر دستگاه‌های تزریق‌گر خودکار سرنگ‌های یکبار مصرف و فنردار هستند. تزریق‌گرهای خودکار طوری طراحی شده‌اند که به راحتی قابل استفاده هستند و برای تجویز توسط بیماران یا پرسنل غیر آموزش دیده در نظر گرفته شده‌اند. محل تزریق بستگی به داروی پرشده در دستگاه دارد، اما به‌طور معمول در ران یا نشیمنگاه تجویز می‌شود.